# Expresión (informática)
En programación, una expresión es una combinación de constantes, variables o funciones, que es interpretada de acuerdo a las normas particulares de precedencia y asociación para un lenguaje de programación en particular. Como en matemáticas, la expresión es su valor evaluado, es decir, la expresión es una representación de ese valor.

## Ejemplos de expresiones
- Expresión relacional: y>8
- Expresión aritmética: 3+2, x+1,...
- Expresión lógica: x OR y, NOT x,...
- Expresión con predicados: P(a) AND Q(b),...